# Thomas Chung An-Zu
Thomas Chung An-Zu OESSH (* 7. srpna 1952 Jün-lin, Tchaj-wan) je tchajwanský římskokatolický kněz a arcibiskup v Tchaj-peji. Je členem Řádu Božího hrobu v hodnosti komtura s hvězdou, a je velkopřevorem řádového místodržitelství na Tchaj-wanu.